# Quinta Alba
Quinta Alba (in inglese Fifth Dawn) è un set di espansione del gioco di carte collezionabili Magic: l'Adunanza, edito da Wizards of the Coast. In vendita in tutto il mondo dal 4 giugno 2004, fa parte assieme ai due set precedenti Mirrodin e Darksteel del blocco di Mirrodin.

## Ambientazione
Proseguono le avventure sul piano di Mirrodin dell'elfa Glissa Sunseeker e dei suoi compagni, il goblin reietto Slobad e il golem di ferro Bosh, affiancati dal potentissimo Avatar di Kaldra. Quest'ultimo, un essere costituito di sola energia creatosi con il ricongiungimento della spada, dello scudo, e dell'elmo di Kaldra, è stato dapprima un potentissimo alleato dei protagonisti, ma cade poi sotto il controllo di Memnarch, l'antagonista della storia, che lo usa nel suo tentativo di catturare l'elfa. Glissa e Slobad riescono a scappare, ma l'avatar uccide Bosh. Nella sua fuga l'elfa si addentra sempre più nel Groviglio, dove infine viene vinta dalla disperazione e dall'ira, e richiama un enorme fascio di mana verde dal sole sotterraneo di Mirrodin, disintegrando l'avatar e divenendo il mezzo vivente attraverso il quale l'ultimo sole esce in superficie per prendere il suo posto in orbita: la quinta alba di Mirrodin.

## Caratteristiche

Il simbolo dell'espansione, raffigurante l'elmo di Kaldra, l'ultimo artefatto necessario ad evocarne l'avatar.

Quinta Alba è composta da 165 carte, stampate a bordo nero, così ripartite:
- per colore: 20 bianche, 20 blu, 20 nere, 20 rosse, 20 verdi, 65 incolori.
- per rarità: 55 comuni, 55 non comuni e 55 rare.

Il simbolo dell'espansione è l'elmo di Kaldra, e si presenta nei consueti tre colori a seconda della rarità: nero per le comuni, argento per le non comuni, e oro per le rare.
Quinta Alba è disponibile in bustine da 15 carte casuali e in 4 mazzi tematici precostituiti da 60 carte ciascuno:
- Dadi e Bulloni (bianco/blu)
- Forze Speciali (blu/nero)
- Pestaggio (rosso/verde)
- Solarizzazione (bianco/blu/nero/rosso/verde)

### Prerelease
Quinta Alba fu presentata in tutto il mondo durante i tornei di prerelease il 22 maggio 2004, in quell'occasione venne distribuita una speciale carta olografica promozionale: l'equipaggiamento leggendario Elmo di Kaldra, che presentava un'illustrazione alternativa rispetto alla carta che si poteva trovare nelle bustine.

### Ristampe
Nel set sono state ristampate le seguenti carte da espansioni precedenti:
- Barriera Anti-reliquie (dal set Leggende)
- Circolo di Protezione: Artefatti (presente nell'espansione Antiquities e nei set base Quarta Edizione e Quinta Edizione)
- Gigante di Magma (dal set Portal Seconda Era)

## Novità
Quinta Alba introduce due nuove abilità nel gioco, oltre a riproporre le nuove abilità apparse nelle precedenti due espansioni.

### Nuove abilità

#### Solarizzazione
Le magie con solarizzazione entrano in gioco potenziate se hai speso del mana di più colori per giocarle. Una creatura con solarizzazione entra in gioco con un segnalino +1/+1 per ogni colore di mana usato per pagarne il costo, analogamente una magia non creatura con solarizzazione entra in gioco con un segnalino carica per ogni colore di mana usato per pagare il suo costo di lancio.

#### Profetizzare
Una carta con profetizzare ti permette di guardare un certo numero di carte dalla cima del tuo grimorio, e di metterne poi un qualsiasi numero a tua discrezione in cima o in fondo in qualsiasi ordine. Ad esempio una magia con Profetizzare 2 dice: quando questa magia si risolve puoi guardare le prime due carte del tuo grimorio, poi mettine un qualsiasi numero in fondo al tuo grimorio e le altre in cima in qualsiasi ordine.